# Der letzte schöne Herbsttag
Der letzte schöne Herbsttag ist ein deutscher Liebesfilm von Ralf Westhoff.

## Handlung
Zahlreiche Missverständnisse und Schwierigkeiten stellen den Beziehungsalltag der beiden Münchner Claire und Leo regelmäßig auf eine harte Probe, denn obwohl sie einander lieben, sind die beiden von Grund auf verschieden. Während Claire das anhaltende Gefühl plagt, dass Leo ihr und ihren Bedürfnissen keine Aufmerksamkeit schenkt, ist dieser hingegen maßlos damit überfordert, es seiner Freundin recht zu machen. In Der letzte schöne Herbsttag sinnieren die beiden über ihre Beziehung und sich selbst – und versuchen dabei herauszufinden, ob ihre Liebe eine Zukunft hat.

## Rezeption

### Kritiken
„Es kann so schlecht nicht stehen um die Liebe in Deutschland, wenn sie Beziehungskomödien hervorbringt wie den zweiten Film von Regisseur Ralf Westhoff“, urteilte Der Spiegel in seiner Rezension. „Das Münchner Pärchen Anfang dreißig [tut] kaum mehr […] als ihr Zusammenleben zu diskutieren oder dem Zuschauer direkt in die Kamera von den Unzulänglichkeiten des anderen zu berichten. Das allerdings mit so viel Witz, Charme und Leichtigkeit, dass man ihnen gern dabei zuhört.“
Hanns-Georg Rodek von Die Welt bezeichnete Westhoff in seiner Kritik als den „besten Schreiber von Beziehungsdialogen, den wir in Deutschland haben“. Er lobte die Authentizität und verbale Ausdrucksstärke des Films. „Westhoff nimmt Pointen, die aus einer Comedy-Show stammen könnten, und veredelt sie durch Form und Überhöhung - und durch zwei Schauspieler: Julia Koschitz und Felix Hellmann […] Man sollte den letzten schönen Herbsttag wohl doch im Kino verbringen.“
„Was Westhoff hier beschreibt, ist nichts Neues: das Auf und Ab einer Liebe. Aber es ist wunderbar genau beobachtet und mit viel Witz in Worte gebracht“, lobte Die Zeit. „Wie Koschitz und Hellmann das spielen ist meisterlich. Schon die Längen der Monologstrecken, alle ungeschnitten, sind eine Herausforderung. Sie dann mit Scham, Freude, Wut und vor allem viel Komik zu erfüllen, ist eine Kunst.“

### Erfolg
Die Produktion feierte am 27. Juni 2010 auf dem Münchner Filmfest Uraufführung. Der offizielle Kinostart folgte schließlich am 11. November 2010. Bis einschließlich März 2011 lockte der Film knapp 110.000 Besucher in die deutschen Kinos.  Die Produktion rangiert damit auf Platz 43 der erfolgreichsten deutschen Filme des Kinojahres 2010.
Westhoff erhielt für seine Arbeit an Der letzte schöne Herbsttag den Förderpreis Deutscher Film 2010 sowie den VGF-Nachwuchsproduzentenpreis 2010.